# Ixodes eudyptidis
Ixodes eudyptidis este o specie de căpușe din genul Ixodes, familia Ixodidae, descrisă de William Miles Maskell în anul 1885. Conform Catalogue of Life specia Ixodes eudyptidis nu are subspecii cunoscute.